# 급성 세뇨관 괴사
급성 세뇨관 괴사(ATN)는 콩팥의 네프론을 형성하는 세뇨관 상피세포의 괴사와 관련된 의학적 상태이다. ATN에서는 급성 콩팥 손상(AKI)이 나타나며 ATN은 AKI의 가장 흔한 원인 중 하나이다. ATN의 일반적인 원인에는 저혈압과 신독성 약물 사용이 있다. 소변 검사 중 소변에서 발견되는 상피세포의 '진한 갈색의 캐스트'는 ATN의 특징적인 소견이다. 관리는 ATN을 촉발시킨 요인의 적극적인 치료에 의존한다(예: 문제가 되는 약물의 수화 및 중단). 세뇨관 세포는 계속해서 스스로 교체되기 때문에 근본 원인이 교정되면 ATN의 전반적인 예후는 상당히 좋으며 회복은 7-21일 이내에 가능하다.

## 분류
ATN은 독성이나 허혈성으로 분류할 수 있다. 독성 ATN은 세관 세포가 독성 물질에 노출될 때 발생한다. 허혈성 ATN은 세포가 매우 높은 신진대사로 인해 산소에 민감한데, 이때 민감한 상태인 충분한 산소를 얻지 못하면 발생한다.

## 진단
급성 세뇨관 괴사는 급성 콩팥 손상의 신장성(renal) 원인으로 분류된다. (즉 전신성(pre-renal)이나 후신성(post-renal)이 아니다.) 진단은 FENa(나트륨 분획배설률) > 3% 및 소변 검사에서 과립원주의 일종인 진흙과 유사한 원주로 이루어진다. 조직병리학 소견에서는 일반적으로 'tubulorrhexis', 즉 국소 파열 또는 기저막 손실과 함께 신장 세뇨관 상피내막의 국소적인 괴사가 있다. 근위세뇨관 세포는 다양한 생존력을 가져서 송상을 피할 수 있으므로 급성 세뇨관 괴사는 순수하게 괴사만으로 발생하지는 않는다.

## 독성 ATN
독성 ATN은 유리 헤모글로빈 또는 미오글로빈, 아미노글리코사이드와 같은 항생제를 포함한 약물, 아토바스타틴과 같은 스타틴, 파미드로네이트와 같은 비스포스포네이트 및 시스플라틴과 같은 세포독성 약물 또는 중독으로 인해 발생한다.

## 허혈성 ATN
허혈성 ATN은 콩팥동맥 협착증 등 장기간 동안 콩팥이 충분히 관류되지 않을 때 또는 쇼크 중에 발생할 수 있다. 또한 저관류는 콩팥동맥의 색전증으로 인해 발생할 수 있다. 다량의 영양소 및 전해질 재흡수의 중요성을 감안할 때, 근위세뇨관과 수질의 굵은오름다리는 상당한 ATP를 필요로 하고 허혈성 손상에 가장 취약하다. 따라서,허혈성 ATN은 특히 세뇨관을 통해 "건너뛰기 병변"(skip lesion)을 유발한다.